# 김단아 (레이싱 모델)
김단아(1986년 4월 27일 ~ )는 대한민국의 레이싱 모델이다.

## 경력
- 2010년 2010 르노삼성 F1 메인모델
- 2010년 부산모터쇼 르노삼성 SN7 모델
- 2011년 현대벨로스터 론칭쇼 모델
- 2011년 서울모터쇼 폭스바겐투아렉 모델
- 2011년 티빙 슈퍼레이스 레이싱모델
- 2012년 부산국제모터쇼 르노삼성 모델
- 2014년 코리아 스피드 페스티벌 레이싱모델
- 2015년 서울모터쇼 레이싱모델

## 수상
- 2014년 아시아모델수상